# Huncut karácsony
A Huncut karácsony (eredeti cím: Eloise at Christmastime) amerikai-brit: angol televíziós film. 
Amerikában 2003. november 22-én az ABC-n, Magyarországon az RTL Klubon 2006. december 25-én vetítették le a televízióban.

## Ismertető
A kis Eloise a meglehetősen pimasz és elkényeztetett kislány, aki a  Plaza Hotelen belül a legcsillogósabb lakosztályában él együtt a dadával. Már 6 évnél is több ideje fogja rettegésben a szálloda személyzetét és az igazgatót is, aki Mr. Peabody. Az ez évi karácsonyra eközben az összes eddigieknél erősebb veszély leselkedik. A kislánynak ugyanis fejébe száll, hogy a szép Rachelnek, aki az igazgató lánya, Brooks-szal együtt féken tartja az esküvőjét. Brooks, aki menő, de rossz modorú ügyvéd. A tervük rettentően könnyű, ugyanis karácsonyig össze kell hozniuk Rachelt a régi szeretőjével, Billel, aki a pincérfiú.

## Szereplők
| Szereplő          | Színész            | Magyar hang  |
| ----------------- | ------------------ | ------------ |
| Nevelőnő          | Julie Andrews      | Szabó Éva    |
| Eloise            | Sofia Vassilieva   | Kántor Kitty |
| Mr. Peabody       | Victor A. Young    | N/A          |
| Rachel            | Sara Topham        | N/A          |
| Brooks            | Rick Roberts       | Viczián Ottó |
| Bill              | Gavin Creel        | Csőre Gábor  |
| Rachel Peabody    | Sara Topham        | Szénási Kata |
| Mr. Salomone      | Jeffrey Tambor     | N/A          |
| Sir Wilkes        | Kenneth Welsh      | N/A          |
| Maggie            | Debra Monk         | N/A          |
| Prunella Stickler | Christine Baranski | N/A          |
| Mrs. Thornton     | Corinne Conley     | N/A          |